# Spilosoma dubia
Spilosoma dubia är en fjärilsart som beskrevs av Walker 1855. Spilosoma dubia ingår i släktet Spilosoma och familjen björnspinnare. Inga underarter finns listade i Catalogue of Life.